# Greifensee (meer)
De Greifensee is een meer in het Zwitserse kanton Zürich.

## Geografie
De Greifensee is 10 km ten oosten van Zürich gelegen en van de Zürichsee gescheiden door de Pfannenstielkette. Het is 6 km lang en 1,6 km breed en heeft vlakke oevers. De wateraanvoer gebeurt voornamelijk via de Usterner Aa (zelf de afvoer van de Pfäffikersee) en de Aabach. De afvoer gebeurt via de Glatt naar de Rijn. Er zijn geen eilanden. De plaats Greifensee is de enige direct aan de oever.

## Ontstaan
Het meer ligt in een heuvellandschap dat is gevormd door de Linthgletsjer in een tijdens de laatste ijstijd gevormd dal. Door verlanding verliest het meer steeds meer oppervlakte. Veengebieden aan de noord- en zuidzijde getuigen hiervan. 

## Ecologie
De oevers zijn beschermd natuurgebied. Zij zijn niet verstevigd of aangepast en slechts op zeldzame plaatsen toegankelijk. Rietkragen, laagveen en drassig weiland bevatten hierdoor een rijke fauna en flora: 400 plantensoorten, 19 vissoorten en 120 vogelsoorten werden er waargenomen.
Door de dichte bewoning en intensieve landbouw in de omgeving ontstond een overmatig fosfaatgehalte, dat de soortenrijkdom sterk onder druk zette. Het zuurstofgehalte was te laag. Algengroei en geurhinder hield de mensen weg van het meer.
Door beluchting en beperking van de fosfaataanvoer sinds 1970, is de toestand verbeterd, maar tot op heden is de fosfaatconcentratie nog steeds te hoog. In warme zomers doet zich nog steeds vissterfte voor.

Greifensee (links) en Pfäffikersee (rechts) op de Nationale Kaart van Zwitserland (1:25.000)